# Amy Grant
Amy Lee Grant (født 25. november 1960) er en amerikansk singer-songwriter og musiker.
Hun udgav sin første plade i 1978, og var siden en af den moderne kristne musiks mest indflydelsesrige kunstnere. I sen-80'erne og begyndelsen af 90'erne kom flere af hendes udgivelser ud til mainstream-popmusikken, og særligt pladen "Heart in motion" nåede Billboard's 1. plads.
Amy Grant blev i 1982 gift med Gary Chapman, og de blev skilt i 1999. Skilsmissen skabte nogen røre blandt konservative kristne kredse, hvor hun stadig havde (og fortsat har) et stort publikum.
Amy Grant blev et år senere, i 2000, gift med countrystjernen Vince Gill, som hun synger duet med på nummeret "Beautiful" og "House Of Love".
I 2008 udgav RCA en CD med titlen Christmas Duets. Denne rummer en række af kendte julesange i Elvis Presleys fortolkning, men re-mixet, således at hvert nummer er ændret til en duet. På denne CD er "White Christmas" i en version, hvor Elvis synger duet med Amy Grant.